# Martha Isabel Fandiño Pinilla
Martha Isabel Fandiño Pinilla (Pacho, 28 de septiembre de 1956) licenciada en matemática y autora con doble nacionalidad colombiana e italiana.

## Detalles personales, Educación, Investigación
Martha Isabel Fandiño Pinilla nació en Pacho (Cundinamarca, Colombia), ciudadana colombiana e italiana; se graduó en Ciencias de la educación con estudios principales en Matemática (Universidad Pedagógica Nacional, Bogotá); es especializada en Educación Matemática (Universidad Distrital Francisco José de Caldas, Bogotá); es PhD en Mathematics Education (Universidad Filósofo Costantino de Nitra, Eslovaquia).
Su investigación la llevó a ser reconocida en ambiente internacional básicamente por los trabajos en las siguientes temáticas:

b) análisis del concepto de evaluación en el campo de la matemática; una visión no sólo pedagógica, sino principalmente epistemológica, sociológica, ética y didáctica [Fandiño Pinilla M.I. (2002). Curricolo e valutazione in matematica. Presentazione di Franco Frabboni. Bologna: Pitagora. ISBN 88-371-1351-X. Versión en idioma español: Fandiño Pinilla M.I. (2006). Currículo, evaluación y formación docente en matemática. Prefacio a la edición en idioma español de Salvador Llinares. Bogotá: Magisterio. ISBN 958-20-0880-6];
c) análisis de las diversas componentes de la idea de aprendizaje de la matemática: aprendizaje conceptual, algorítmico, estratégico, semiótico y comunicativo [Fandiño Pinilla M. I. (2008). Molteplici aspetti dell’apprendimento della matematica. Valutare e intervenire in modo mirato e specifico. Prefazione di Giorgio Bolondi. Trento: Erickson. ISBN 978-88-6137-360-0. Versión en idioma español: Fandiño Pinilla M. I. (2010). Múltiples aspectos del aprendizaje de la matemática. Prólogo de Giorgio Bolondi. Bogotá: Magisterio. ISBN 978-958-20-1018-8];
d) estudio de las dificultades de la gestión de las transformaciones semióticas de tratamiento en el proceso de enseñanza y de aprendizaje de la matemática [D’Amore B., Fandiño Pinilla M.I. (2007). How the sense of mathematical objects changes when their semiotic representations undergo treatment and conversion. La matematica e la sua didattica. Vol. 21, n. 1, pagg. 87-92. Actas del: Joint Meeting of UMI-SIMAI/SMAI-SMF: Mathematics and its Applications. Panel on Didactics of Mathematics. Dipartimento di Matematica, Università di Torino. 6 de julio de 2006. ISSN 1120-9968].
Ha afrontado también temas de investigación específicos en didáctica de la matemática:
e) Infinito (Grupo internacional de investigación: Colombia, Italia, Suiza) [D’Amore B., Arrigo G., Bonilla Estévez M., Fandiño Pinilla M.I., Piatti A., Rojas Garzón P.J., Rodríguez Bejarano J., Romero Cruz J. H., Sbaragli S. (2004). Il “senso dell’infinito”. La matematica e la sua didattica. 4, 46-83. ISSN 1120-9968. Versión en idioma español: D’Amore B., Arrigo G., Bonilla Estévez, Fandiño Pinilla M.I., Piatti A., Rodríguez Bajarano J., Rojas Garzón P.J., Romero Cruz J.H., Sbaragli S. (2006). El “sentido del infinito”. Epsilon. (Sevilla, España), 22, 2, 187-216. ISSN 1131-9321.];
f) Área y perímetro [Fandiño Pinilla M.I., D’Amore B (2006). Area e perímetro. Aspetti concettuali e didattici. Trento: Erickson. ISBN 978-88-6137-010-4. Versión en idioma español: Fandiño Pinilla M.I., D’Amore B. (2009). Área y perímetro. Aspectos conceptuales y didácticos. Bogotà: Magisterio. Prefacio a la edición en idioma español de Carlos Vasco Uribe. ISBN 978-958-20-0983-0];
g) El número cero [D’Amore B., Fandiño Pinilla M.I. (2009). Zero. Aspetti concettuali e didattici. Trento: Erickson. ISBN 978-88-6137-481-2. Versión en idioma español: D’Amore B., Fandiño Pinilla M. I. (2012). El número cero. Aspectos históricos, epistemológicos, filosóficos, conceptuales y didácticos del número más misterioso. Bogotá: Magisterio. ISBN 978-958-20-1065-2];
h) Competencia (grupo internacional de investigación: Colombia, Italia, España, Suiza) [D’Amore B., Godino D.J., Arrigo G., Fandiño Pinilla M.I. (2003). Competenze in matemática. Bologna: Pitagora. ISBN 88-371-1418-4. Versión en idioma español: D’Amore B., Diaz Godino J., Fandiño Pinilla M.I. (2008). Competencias y matemática. Bogotà: Magisterio. ISBN 978-958-20-0939-7].
En calidad de investigadora: es miembro del NRD, Núcleo de Investigación en Didáctica de la matemática, activo dentro del Departamento de Matemática de la Universidad de Bolonia; miembro del Comité Científico y de Evaluación de las propuestas del Simposio Internacional de Educación Matemática, Chivilcoy, Argentina; miembro del comité de árbitros de la revista RELIME, del Cinvestav, México DF (México); miembro del comité de árbitros de la revista Mediterranean Journal of Mathematics Education, Nicosia, Chipre; miembro del Grupo de Investigación MESCUD (Matemáticas Escolares Universidad Distrital), activo dentro de la Universidad Distrital Francisco José de Caldas, Bogotá, Colombia; miembro del Grup de Recerca sobre Analisi Didàctica en Educació Matemática (GRADEM), Barcelona, España, xarxa-REMIC de Catalunya; miembro del comité científico de la revista Redipe Virtual, que se realiza en Colombia.
Desde el 2000 hasta el 2012 fue miembro investigador de Programas de Investigación de Interés Nacional financiado por la Universidad de Bolonia y por el MIUR (Ministerio italiano de la Universidad y de la Investigación)

## Carrera
Inició su carrera profesional a los 16 años ganando un concurso nacional el cual le permitió acceder a la carrera profesional como docente de la escuela primaria, terminando como docente universitaria en un primer momento en Colombia (Universidad Distrital Francisco José de Caldas de Bogotá) en un segundo momento en Italia (Universidad de Urbino, Bologna y Bolzano) y Suiza (Alta Escuela Pedagógica de Locarno, después llamada Escuela Universitaria profesional de la Suiza Italiana de Locarno). Ha colaborado y colabora aún hoy con numerosas universidad Europeas y Latino Americanas, en el ámbito de los estudios de doctorado de investigación, participando en los tribunales de tesis, impartiendo seminarios y dirigiendo tesis.
Es asesora para la Didáctica de la Matemática de la Casa Editorial Giunti de Florencia (Italia); del Ufficio Scolastico Regionale dell’Emilia-Romagna (del Ministerio de la Instrucción, de la Universidad y de la Investigación) para las actividades del grupo de investigación Valermath (Valutazione Emilia-Romagna Matemática); de la Comisión Invalsi (Frascati, Roma) al interior del Grupo de trabajo para la predisposición del cuadro de referencia de matemática para la construcción de las pruebas nacionales de aprendizaje (2007-08). Dirige la colección Viva la matemática (Carocci Faber editorial, Roma) y Matemática per gli insegnanti e per la classe (Armando editorial, Roma).
Desde el 2004 es codirectora científica del Congreso Nacional anual: Incontri con la matematica que se lleva a cabo ininterrumpidamente en noviembre desde 1995.
Martha Isabel Fandiño Pinilla es autora de cerca 250 trabajos entre libros y artículos de investigación sobre la investigación en didáctica de la matemática y sobre la difusión de esta investigación para la formación de los docentes (publicaciones en italiano, francés, inglés, español, portugués, eslovaco).
Es activa impartiendo seminarios y conferencias de investigación, cursos para docentes, en Italia, Francia, España, Chipre, Guatemala, Colombia, Argentina, Brasil, Grecia, Costa Rica, República Dominicana, Perú,..)

## Premios
El 14 de diciembre de 2013, en Cali (Colombia), durante el Simposio Internacional de Educación y Pedagogía: La didáctica hoy del REDIPE (Red Iberoaméricana de Pedagogía), le asignaron a Martha Isabel Fandiño Pinilla la Mención de honor al mérito pedagógico e investigativo y a la producción intelectual.